# Oana Manea
Oana Andreea Manea (nascida em 18 de abril de 1985) é uma handebolista romena. Integrou a seleção romena feminina que terminou na nona posição no handebol dos Jogos Olímpicos de Verão de 2016, realizados no Rio de Janeiro, Brasil. Atua como pivô e joga pelo clube CSM București. Foi medalha de bronze no Campeonato Mundial de Handebol Feminino de 2015 e no Campeonato Europeu, em 2010.